# Günther Maritschnigg
Günther Maritschnigg (Bochum, 7 novembre 1933 – Witten, 22 gennaio 2013) è stato un lottatore tedesco, specializzato nella lotta greco-romana.
Ha rappresentato la Squadra Unificata Tedesca ai Giochi olimpici estivi di Roma 1960 vincendo una medaglia d'argento nei pesi welter.

## Palmarès
- Giochi olimpici

Roma 1960: argento nei pesi welter